# وقفي (ميانكوه)
وقفي (بالفارسية: وقفی) هي قرية تقع في إيران في قسم میانکوه الريفي. يقدر عدد سكانها بـ 75 نسمة .